# Puntas de Arroyo Negro
Puntas de Arroyo Negro é uma localidade uruguaia  que faz parte do município de Piedras Coloradas, no departamento de Paysandú, a 67km de distância da capital Paysandú, próximo à divisa com o departamento de Río Negro..

## Toponímia
O nome da localidade provém do Arroyo Negro nas proximidades.

## População
Segundo o censo de 2011 a localidade contava com uma população de 42 habitantes.
| Variação demográfica do município entre 2004 e 2011 |
|                                                     |

## Autoridades
A localidade é subordinada ao município de Piedras Coloradas.

## Transporte
A localidade possui a seguinte rodovia:
- Acesso a Ruta 90.[7][8][9]